# Протипожежна профілактика

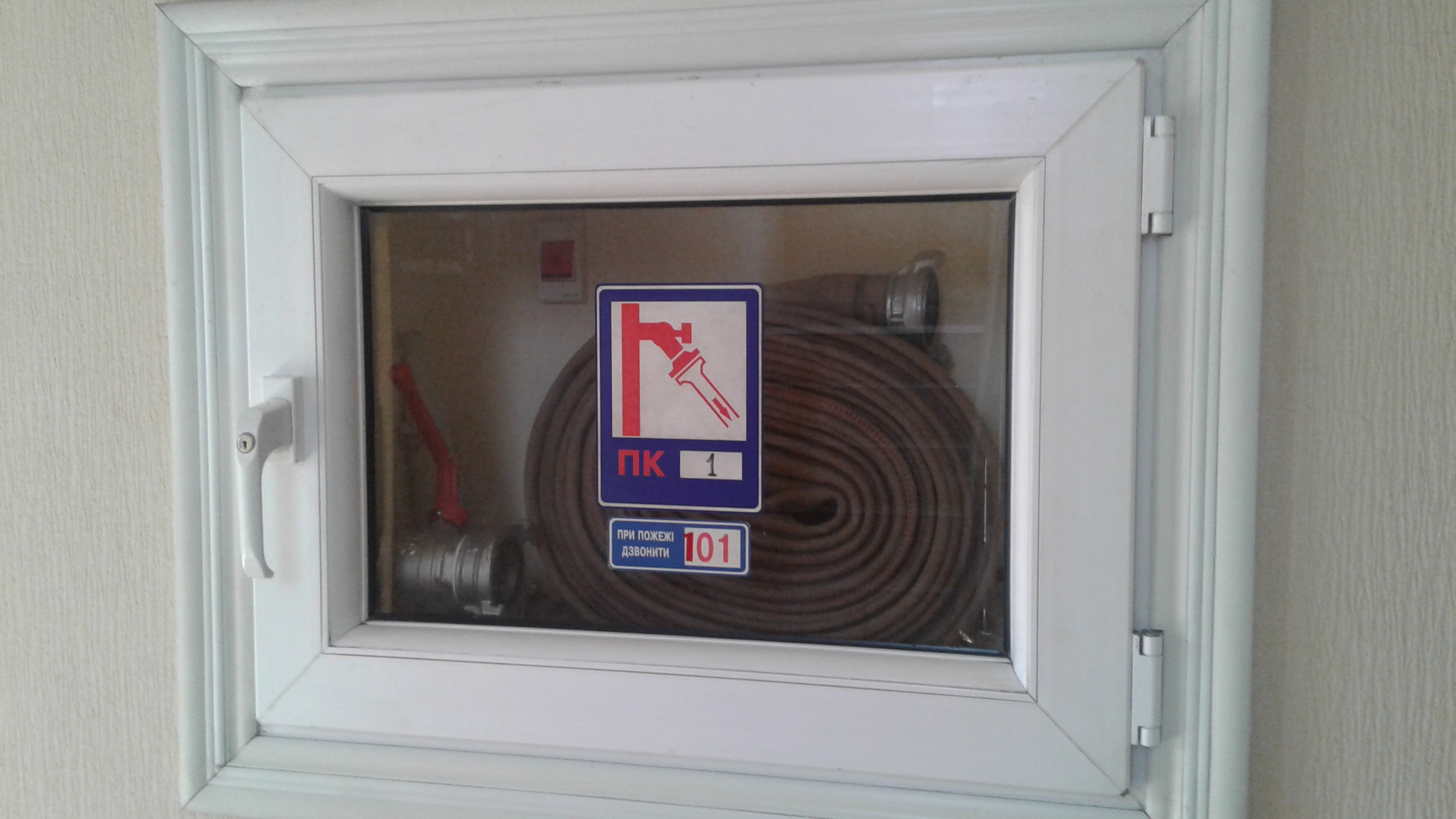
Пожежний кран (європ. настінний гідрант), Миколаїв, 2006 рік — автосервісний центр. Видно кнопку 12 вольт (схема з самоутриманням) для автоматичного переведення електромеханічної засувки пожежно-господарського водогону, у положення «відкрито».

Протипоже́жна профілактика — це сукупність організаційних і технічних заходів, які спрямовано на підтримання безпеки людей, на попередження пожеж, обмеження їхнього поширення, а також створення умов для успішного гасіння.
Відповідальним керівником робіт з подолання пожеж та аварій на окремому підприємстві, є головний інженер. Начальник структурного підрозділу, в якому виникла пожежа, є відповідальним за виконання робіт з її гасіння.
Пожежна безпека — це стан об'єкту, за якого, різко зменшена ймовірність пожежі, а у разі її виникнення, забезпечено потрібні заходи щодо усунення негативного впливу небезпечних чинників пожежі на людей, тварин, споруди та інші матеріальні цінності.

Протипожежний режим — це набір норм і правил поведінки людей, виконання робіт і експлуатації об'єкта, спрямованих на дотримання пожежної безпеки.

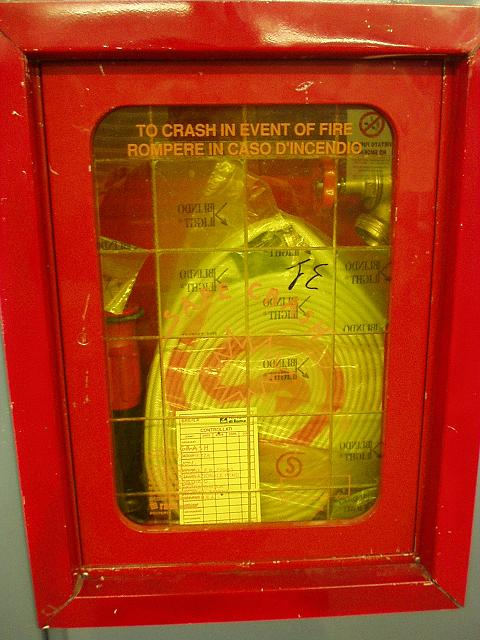
Настінний гідрант в аеропорту Рим-Чіампіно (2005 рік) як приклад недосконалого протипожежного захисту — рукав упакований у пластик і не готовий до швидкого розгортання.

## Протипожежний захист
Захист від пожеж — це дослідження та практика щодо зменшення небажаних наслідків можливих руйнівних пожеж. Він має на меті, вивчення поведінки, класифікації, гасіння та розслідування пожеж і пов'язаних з ними надзвичайних подій, а також дослідження та розробку, виробництво, випробування і застосування пом'якшувальних систем.
Попереджувальна пожежна охорона — перелік дій, зроблених заздалегідь, задля протидії виникненню та поширенню пожеж за допомогою конструктивних, інженерно-технічних та організаційних заходів і зменшення їхніх наслідків. Наприклад, нові підприємства, що розпочинають свою діяльність, обов'язково мають отримати протипожежну декларацію [Архівовано 21 червня 2019 у Wayback Machine.], яка є підтвердженням того, що у будівлі все відповідає настановам протипожежної безпеки. Отже, запобіжний протипожежний захист можна поділити на наступні розділи:
- Конструктивний протипожежний захист
- Технічний протипожежний захист
- Організаційний протипожежний захист

У галузі будівельного права, запобіжний протипожежний захист, слугує охороні тіла та життя, довкілля та громадської безпеки і є потрібною умовою дієвого протипожежного контролю. Нормативно-правові акти законодавства щодо державного будівництва, видаються в Україні, як мінімальні вимоги.
Крім будівельного кодексу, вимоги щодо захисту майна, ґрунтуються на приватних угодах. У цьому сенсі, страховиком майна, часто висуваються запити, до виконання будинку або його технічних установок.
Велика кількість нормативно-правових актів, стосується визначення обсягу профілактичного протипожежного захисту. На додаток до основних соціальних, гуманітарних, політичних та економічних вимог Основного Закону чи Конституції, умови щодо пожежної охорони встановлюються, зокрема, у Кодексі цивільного захисту України та Будівельних нормах.
З одної лише великої кількості правил, зрозуміло, наскільки складною є справа. Шляхи досягнення завдань захисту, як-от: попередження пожеж, запобігання розповсюдженню вогню, порятунок та дієвий протипожежний нагляд, можуть потребувати широкого переліку рішень.

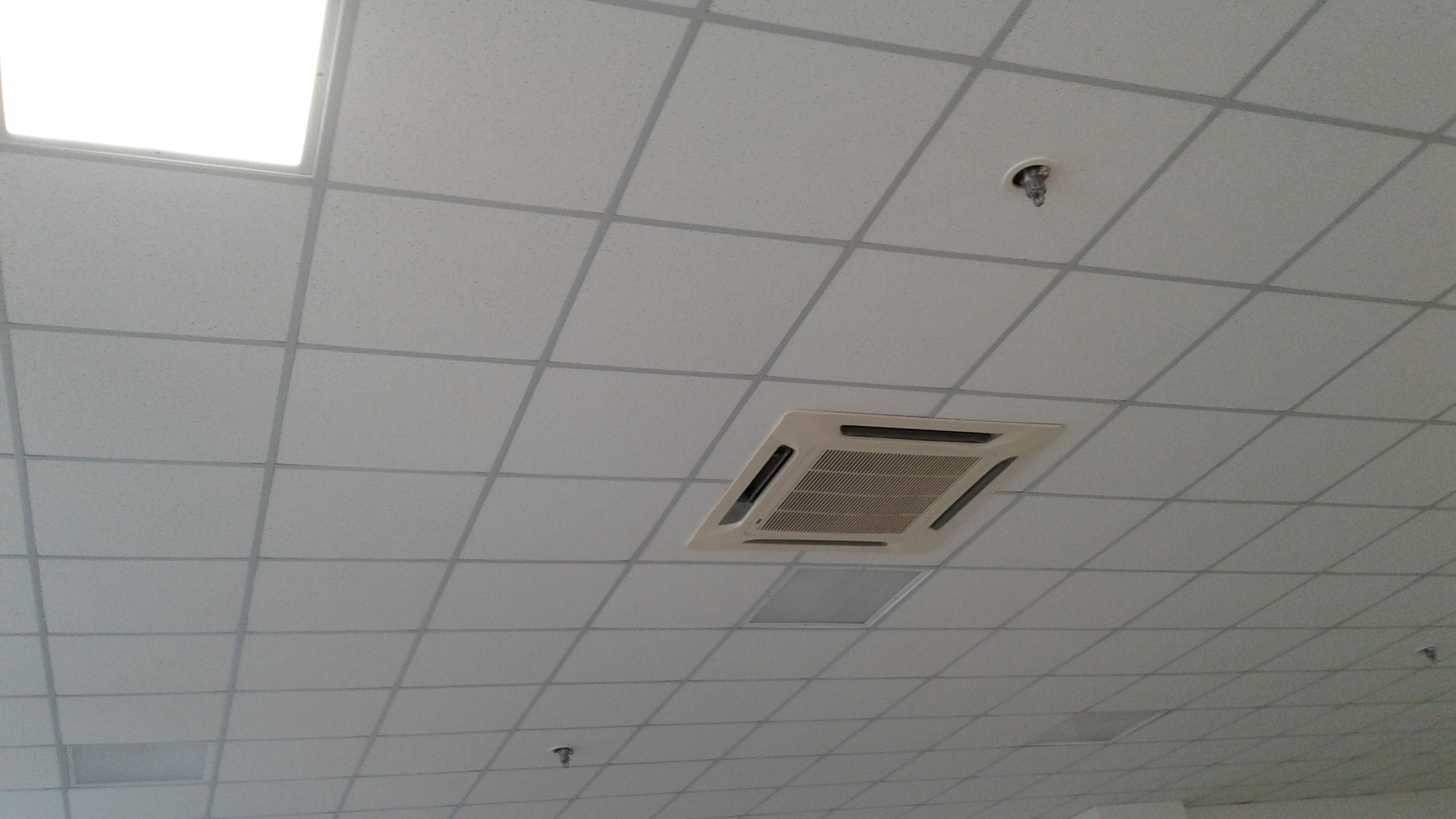
Система модульного порошкового пожежогасіння. Балони з вогнегасною речовиною знаходяться вгорі за стелею армстронг. У разі збільшення температури біля стелі до +68°С (червона колба спринклера), спрацьовує клапан пожежогасіння.

Чинники, які можуть впливати на стан протипожежного захисту (приклади):
- Будівництво (розташування будівель на місці, та між собою)
- Конструкція (будова — суцільна, скелетна, збірна та інше)
- Вибір будівельних матеріалів (цегла, бетон, деревина, пластик тощо)
- Розташування (досяжність та доступність)
- Вид і кількість бенефіціарів
- Розміри (відстань, поверховість та розміщення споруд)
- Вид і кількість пожежних навантажень та небезпечних речовин (ризик займання та пошкодження)

- Небезпека пожежі та / або пошкодження (джерела займання, умови та ймовірності)

- Використання (операційні та експлуатаційні процедури)

- Виявлення пожежі (імовірність виявлення та повідомлення)

- Початок аварійно-рятувальних і протипожежних заходів

- Обсяг і тривалість рятувальних та протипожежних заходів

- Дієвість сил безпеки (пожежна служба, рятувальна служба, вогнегасні речовини, тощо)

- Наявність технічних засобів (наприклад, засобів пожежогасіння, систем пожежної сигналізації, систем димовидалення та усунення тепла, систем оповіщення)

- Широта застосування заходів експлуатаційної безпеки (правила з пожежної безпеки, плани безпеки, навчання, інструкції, пожежні бригади, засоби пожежогасіння тощо)

Звичайні дії пожежної команди, повинні враховуватися у тому вигляді, в якому можливе пожежогасіння з низьким рівнем ризику, а ймовірний перебіг пожежі залишається керованим. Водночас, також не відбуваються випадки численних нівечень з потерпілими, та смерті. Отож, завдання попереджувального протипожежного захисту, є предметом суспільних завдань (Будівельних норм, Кодексу цивільного захисту України) та приватних інтересів. До того-ж, часто беруться до уваги інші громадські побажання, що також, ускладнює виконання цих завдань. У багатьох випадках, бажані рішення стикаються, наприклад, з вимогами щодо збереження містобудування, законодавства про дорожній рух, промислового та трудового права, дотримання енергоощадження та інше. 

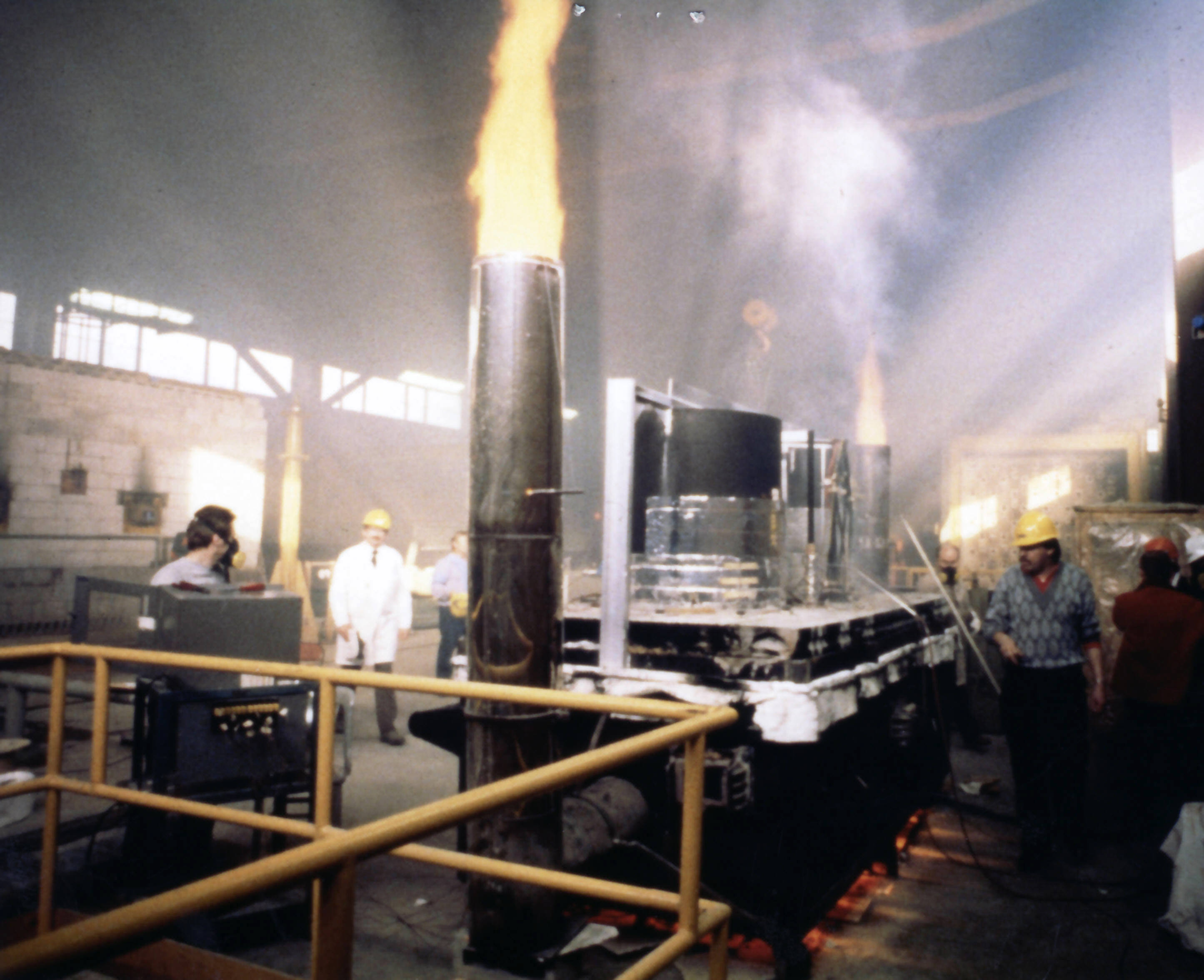
Пожежне випробування для отримання класу вогнестійкості матеріалів у Канаді.

Чи з окремими вимогами та побажаннями архітекторів щодо проєктування та вибору будівельних матеріалів, вимогами до технічних засобів і не в останню чергу, з підходами керування бізнесом. Це не означає, однак, що існує правова свобода, а швидше, що виконання мети захисту, повинно бути досягнуто щонайменше, у межах правових вимог. Дотримання суворого застосування правових запитів, може бути недоцільним за деяких обставин, якщо не будуть оцінені граничні умови окремого випадку й обумовлена мета захисту. Інколи, влада і приватні експерти, не зважають на законні побажання тих, кого зачіпають вимоги безпеки. У підсумку, пошук доцільних рішень, за окремих умов, буде складатися з переліку, в якому повинні бути в належний спосіб, оцінені різні чинники. Якість запитів або вимог протипожежного захисту, часто прямо пов'язана з усіма потрібними знаннями та кадровими здібностями виконавців. Увага, повинна бути приділена навченості учасників та всебічному поясненню термінів і завдань. Посилання на відповідний юридичний текст, потрібний для процесуального права, часто недостатньо, щоби зробити факти зрозумілими для всіх залучених сторін.
Основними завданнями (захисними цілями) запобіжного протипожежного захисту, є збереження життя, здоров'я, майна та довкілля.

### Будівельний протипожежний захист
Структурні заходи дуже різноманітні і мають на увазі використовувані будівельні матеріали та складові, наприклад у Європі, регульовані за DIN EN 13501 і DIN EN 1992-1-2 для залізобетонних виробів, DIN EN 1993-1-2 для сталевих конструкцій і DIN EN 1995-1 — 2 для дерев'яного будівництва.
Структурні заходи повинні враховувати наступні чинники:   
- Поведінку будівельних матеріалів під час пожежі
- Вогнестійкість складників

- Будівельна продукція

 У сучасних будівлях, багато труб та ізоляції встановлені для газової, водяної й опалювальної систем, виготовлено з пластмаси. З'являється все більше ліній електроживлення, керування, стеження та передавання даних. Пожежне навантаження може бути дуже високим. З цієї причини, під час пожежі, особливі системи протипожежного захисту, як-от системи пожежної сигналізації, аварійне освітлення та протипожежні двері, повинні зберігатися неушкодженими якомога довше, у сучасних будівлях з великою кількістю людей (наприклад, залізничних станцій, аеропортів, музеїв, конгрес-залів).

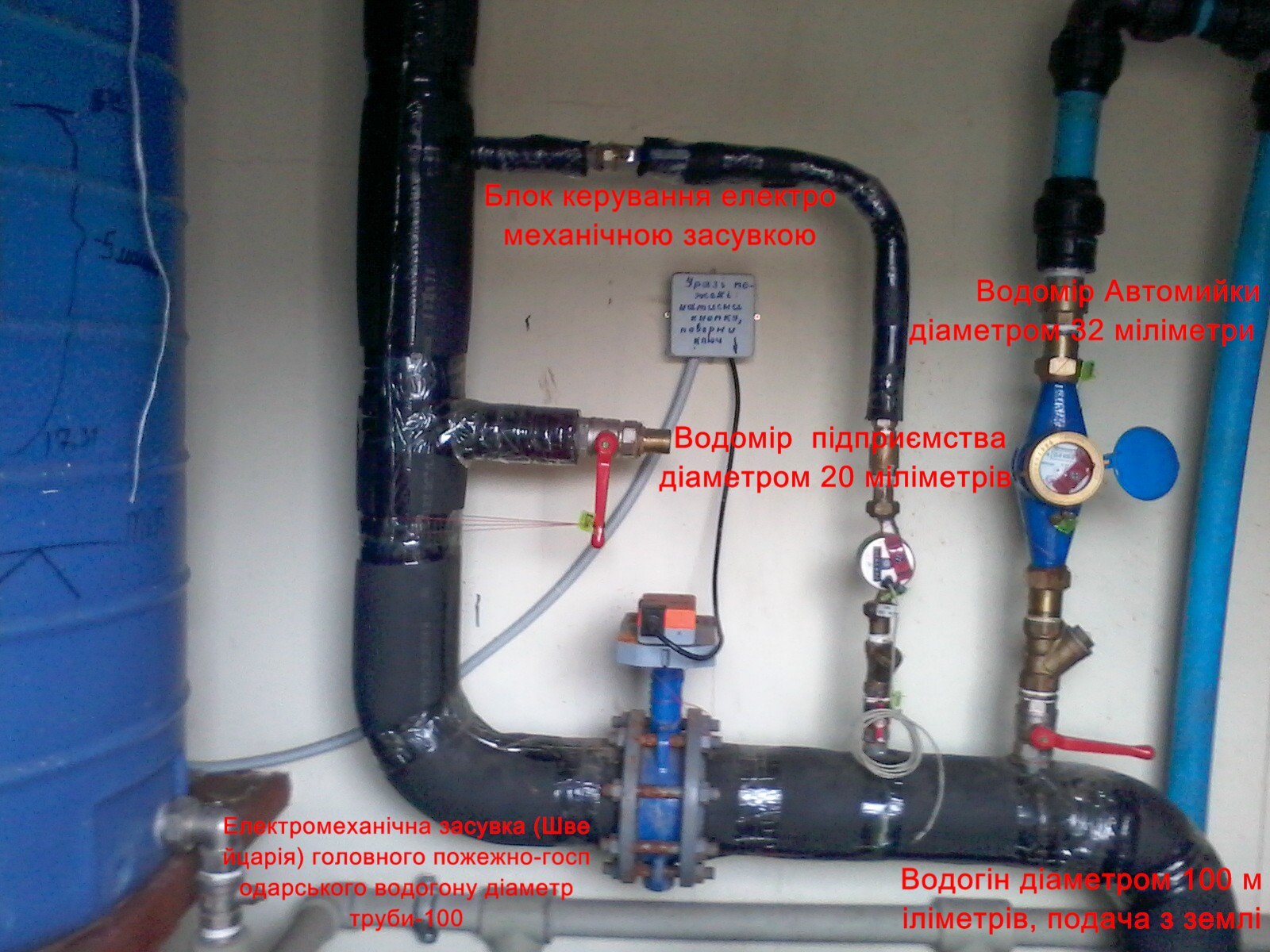
Електромеханічна засувка — у робочому стані, перекриває пожежно-господарський водогін. У разі пожежі — відкривається вручну або автоматикою.

У громадських будівлях, наприклад Німеччини, використання кабелів без галогенів (без ПВХ) є стандартним. Лінії електропередач, що проходять крізь кілька пожежних секцій, повинні бути захищені брандмауером. Електричні кабелі, які використовуються, наприклад, для установки механічного видалення диму або системи виявлення пожежі, повинні мати вогнестійкість (витривалість ізоляції) E90 або E30 залежно від застосування.
Будинки, які застосовуються або населені людьми з обмеженою рухливістю (лікарні, клініки, будинки перестарілих, та інше), зазвичай визначаються як спеціальні споруди.
Для прикладу, станом на кінець 2013 року, за різними оцінками, автономні (на батарейках чи акумуляторах — працюють на звуковий і світловий сигнал) димові сповіщувачі було встановлено у 93 відсотках будинків США та 85 відсотках будинків Великої Британії.
У приватних будинках деяких земель Німеччини, також, з серпня 2014 року, димова сигналізація є обов'язковою. До них належать федеральні землі: Баварія, Баден-Вюртемберг, Рейнланд-Пфальц, Шлезвіг-Гольштейн, Гамбург, Нижня Саксонія, Бремен, Північний Рейн-Вестфалія, Саксонія-Ангальт, Саар, Тюрингія, Мекленбург-Передня Померанія і Гессен.

### Технічний протипожежний захист
Сюди входять всі технічні пристосування та обладнання, які використовуються для покращення протипожежного захисту. Типові засоби, що застосовуються для протипожежного захисту:
- Електромонтаж з малими навантаженнями, з високим розгалуженням та пристроями захисного вимкнення з номінальним струмом пошкодження ізоляції, менше 300 мА.

- Системи виявлення пожежі (ВМА) відповідно до DIN 14675.

- Системи всмоктування диму, наприклад, для забезпечення виявлення диму в підлогових або стельових порожнинах, які використовуються для укладання труб (частина BMA).

- Оптичні та акустичні системи сигналізації, часто також, як частина системи виявлення пожежі.

- Системи видалення диму і тепла (RWA).

- Устаткування для подавання і постачання протипожежної води.

- Системи пожежогасіння з самообслуговуванням (наприклад, у вигляді спринклерних систем і систем газового/порошкового пожежогасіння), разом з місцевим забезпеченням відповідними вогнегасними засобами.
- Неавтоматичні системи пожежогасіння, пожежні крани (настінні гідранти) з відповідними рукавами та сполуками.
- Блокувальні системи для димозахисних дверей на рятувальних шляхах.

- Висувні дверні термінали для контролю вихідних дверей, що ведуть на відкрите повітря або в інші відділки пожежогасіння.

- Евакуаційне освітлення (див. аварійне освітлення).
- Ручні вогнегасники.
- Системи вентиляції з надлишковим тиском, загалом, запобігають потраплянню диму до рятувальних шляхів (наприклад, у сходову частину висотних будинків).

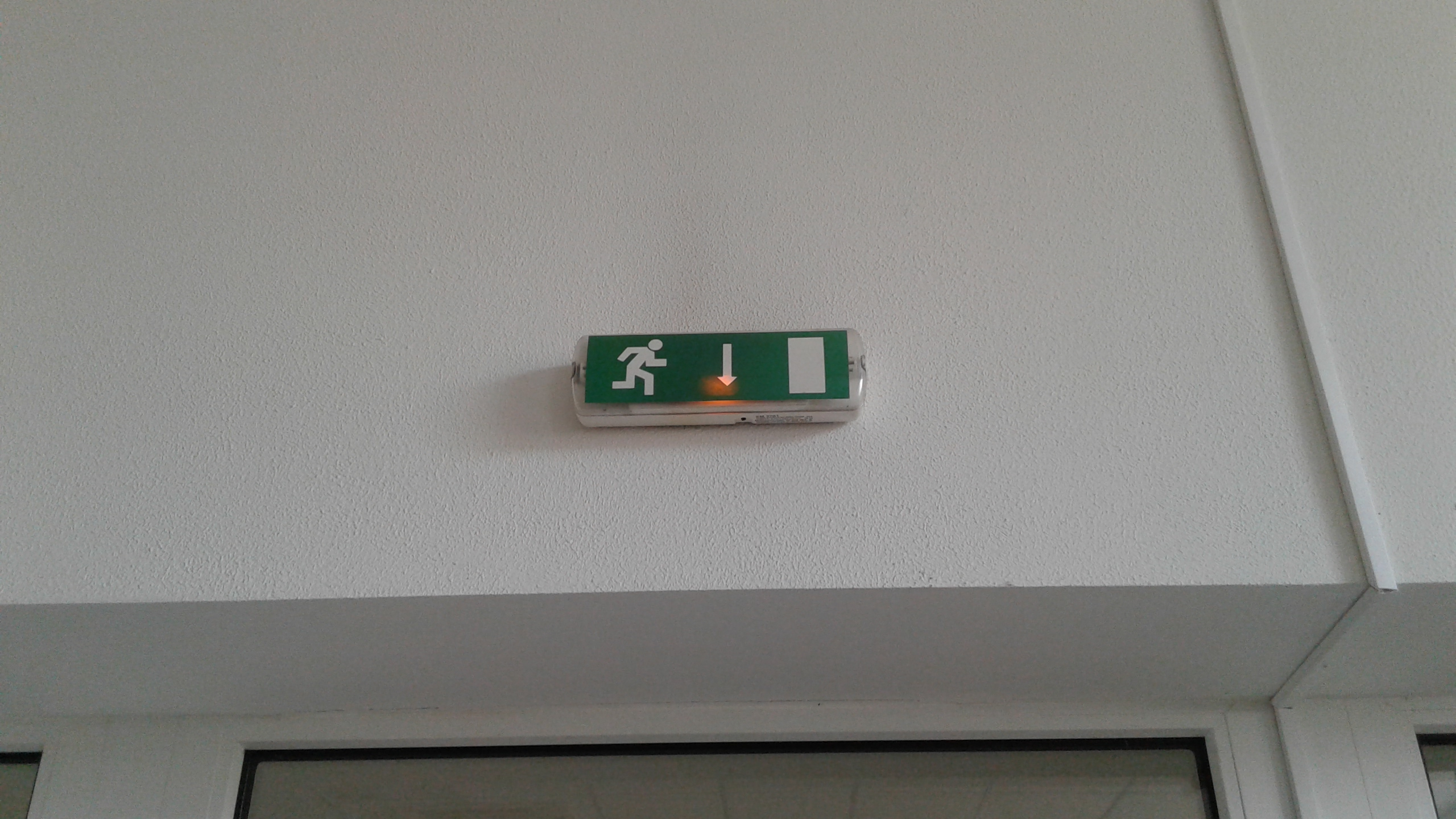
Евакуаційне освітлення (покажчик)

- Евакуаційне освітлення (покажчик)Перегородки від проникнення складових пожежі, з вимогами до вогнестійкості, або протипожежні клапани (BSK) на перегородках.

У ході переробки, або розширення готових споруд (зняття захисту наявних будівель), а також у разі нового будівництва та як прямий прояв архітектурного проєктування, установки технічного протипожежного захисту будинків, стають ще більш важливими.
У житлових і комерційних будинках, ці пристрої використовуються для усунення відхилень від встановлених законом вимог. Розвиток будівництва, супроводжується зростанням витрат на експлуатацію, технічне обслуговування  будівельних споруд.

### Організаційний протипожежний захист
У цьому розділі йдеться про призначення співробітників протипожежного захисту та пожежних охоронців, а також підготовку планів аварійної сигналізації, правил протипожежного захисту та інше. Так само, навчання стосовно поводження з горючими матеріалами або джерелами займання і поведінкою по настанню пожежі.

#### Попередження та сигналізація
Повідомлення про небезпеку, можуть надаватися мешканцям за допомогою сирен або гучномовців, а у постіндустріальних країнах, наприклад Японії, ще-й за допомогою СМС повідомлень на мобільні телефони; знаки евакуації, позначаються зеленим кольором (іноді можуть світитися). Також повинен бути щонайменший рівень освітлення, який забезпечується світильниками на акумуляторах та дозволяє досягти виходу, у разі відмови звичайних систем освітлення будівлі.
Автоматичні системи сигналізації, також, відповідають за повідомлення пожежних, через електронні засоби. В усіх інших випадках, будь з-ким, слід зв'язатися телефоном.

### Складові протипожежного захисту
Протипожежний захист наземних будівель, морських споруд або кораблів, зазвичай досягається завдяки наступному:
- Пасивний протипожежний захист — установка брандмауерів і протипожежних пристроїв задля утворення пожежних відсіків, призначених для обмеження поширення вогню, високих температур і диму.

- Діяльний протипожежний захист — ручне й автоматичне виявлення та придушення пожеж, як-от пожежні спринклерні системи та системи пожежної сигналізації.

- Освіта — надання відомостей про пасивні й активні системи протипожежного захисту власникам будівель, операторам, мешканцям та робітникам аварійної  служби, з тим щоби вони добре розуміли можливості цих систем і як їх виконано з погляду пожежної безпеки.

### Урівноважений підхід
Пасивний протипожежний захист (PFP), було розроблено до винаходу або широкого використання активного протипожежного захисту (AFP), здебільшого, у вигляді автоматичних систем пожежогасіння. За цей час, PFP був переважним видом захисту, що надавався в конструкціях об'єктів. Завдяки широкому застосуванню пожежних спринклерів, у світі, за останні 50 років, залежність від PFP як єдиного підходу, була зменшена. Лобі-групи у світі зазвичай, поділяються на два табори, що сприяють просуванню активного або пасивного протипожежного захисту. Кожен табір намагається отримати більше бізнесу для себе, завдяки власному впливу на створення чи зміну місцевих і національних будівельних норм. Рішення про надання підтримки AFP чи PFP під час проєктування нового будинку, може залежати від витрат на життєвий цикл будівлі. Витрати на життєвий цикл, може бути перенесено з основного капіталу до оперативного бюджету і навпаки.

### Експлуатація споруди відповідно до будови
Вогнезахист усередині споруди — це система, яка спирається на всі її складові. Будівля розробляється відповідно до будівельних норм за проєктом архітектора та інших консультантів. Дозвіл на будівництво, видається після перегляду проєкту Органом, що має на це відповідну юрисдикцію.
Відхилення від наявного початкового плану, повинні бути доведені до відома цього Органу, щоби переконатися, що зміна все ще відповідає закону, аби запобігти будь-яким небезпечним умовам, котрі можуть порушити настанови та загрожувати людям. Наприклад, якщо спринклерна система або система пожежної сигналізації, не працюють через відсутність належного обслуговування, ймовірність пошкодження або травми збільшується.

## Освіта та навчання з протипожежного захисту
Україна:
- Львівський державний університет безпеки життєдіяльності (Львів)

- Навчальний центр Оперативно-рятувальної служби цивільного захисту ДСНС України (Мерефа — Ватутіне)
- Національний університет цивільного захисту України (Харків)

- Академія пожежної безпеки імені Героїв Чорнобиля (Черкаси)
- Вінницьке вище професійне училище цивільного захисту Львівського державного університету безпеки життєдіяльності (Вінниця)
- Інститут державного управління у сфері цивільного захисту (Київ)
- Український науково-дослідний інститут цивільного захисту (Київ)
- Український гідрометеорологічний інститут (Київ)

Німеччина:
- Технічний університет Кайзерслаутерн:
  1. Конструкційний протипожежний захист.
  2. Планування протипожежної безпеки.
- Технічний університет Брауншвейга:
  1. Протипожежний захист (поглиблений курс).
  2. Інститут будівельних матеріалів.

- Дрезденський технічний університет: Магістерська програма профілактичної пожежної охорони.

Австрія:
- Університет прикладних наук Кремса: Керування пожежною безпекою (магістр наук).

Швейцарія:
- Люцернський університет прикладних наук: Протипожежний захист.

## Див. також

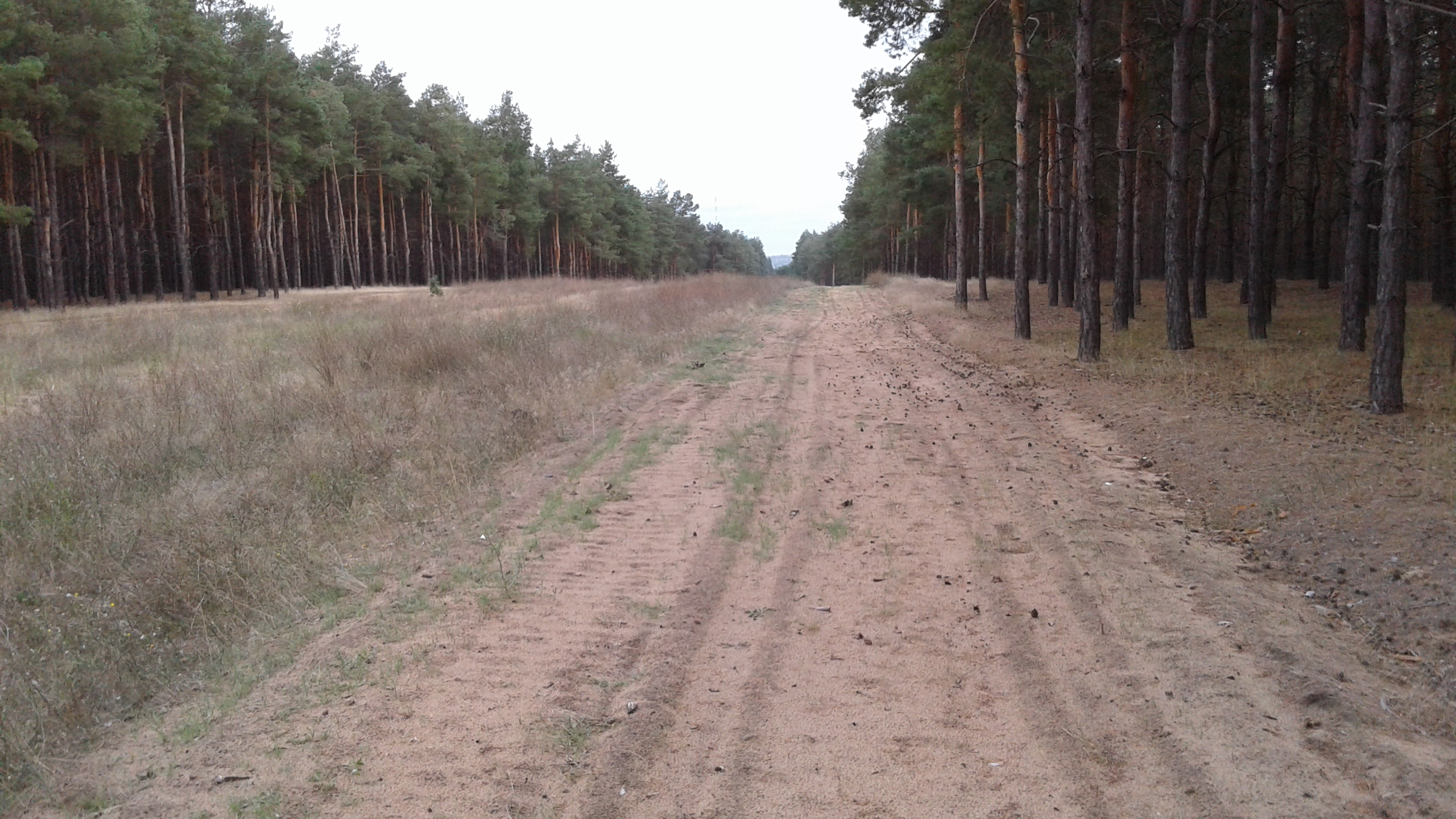
Протипожежна смуга у лісі